# Renat Bikkinin
Renat Bikkinin –en ruso, Ренат Биккинин– (9 de marzo de 1979) es un deportista ruso que compitió en lucha grecorromana. Ganó una medalla de oro en el Campeonato Europeo de Lucha de 2002, en la categoría de 55 kg.

## Palmarés internacional
| Campeonato Europeo | Campeonato Europeo    | Campeonato Europeo | Campeonato Europeo |
| Año                | Lugar                 | Medalla            | Categoría          |
| ------------------ | --------------------- | ------------------ | ------------------ |
| 2002               | Seinäjoki (Finlandia) | Medalla de oro     | 55 kg              |